# Paul-Hubert Poirier
 (août 2025).
La mise en forme du texte ne suit pas les recommandations de Wikipédia : il faut le « wikifier ».
Les points d'amélioration suivants sont les cas les plus fréquents. Le détail des points à revoir est peut-être précisé sur la page de discussion.
- Les titres sont pré-formatés par le logiciel. Ils ne sont ni en capitales, ni en gras.
- Le texte ne doit pas être écrit en capitales (les noms de famille non plus), ni en gras, ni en italique, ni en « petit »…
- Le gras n'est utilisé que pour surligner le titre de l'article dans l'introduction, une seule fois.
- L'italique est rarement utilisé : mots en langue étrangère, titres d'œuvres, noms de bateaux, etc.
- Les citations ne sont pas en italique mais en corps de texte normal. Elles sont entourées par des guillemets français : « et ».
- Les listes à puces sont à éviter, des paragraphes rédigés étant largement préférés. Les tableaux sont à réserver à la présentation de données structurées (résultats, etc.).
- Les appels de note de bas de page (petits chiffres en exposant, introduits par l'outil «  Source ») sont à placer entre la fin de phrase et le point final[comme ça].
- Les liens internes (vers d'autres articles de Wikipédia) sont à choisir avec parcimonie. Créez des liens vers des articles approfondissant le sujet. Les termes génériques sans rapport avec le sujet sont à éviter, ainsi que les répétitions de liens vers un même terme.
- Les liens externes sont à placer uniquement dans une section « Liens externes », à la fin de l'article. Ces liens sont à choisir avec parcimonie suivant les règles définies. Si un lien sert de source à l'article, son insertion dans le texte est à faire par les notes de bas de page.
- La présentation des références doit suivre les conventions bibliographiques. Il est recommandé d'utiliser les modèles {{Ouvrage}}, {{Chapitre}}, {{Article}}, {{Lien web}} et/ou {{Bibliographie}}. Le mode d'édition visuel peut mettre en forme automatiquement les références.
- Insérer une infobox (cadre d'informations à droite) n'est pas obligatoire pour parachever la mise en page.

Pour une aide détaillée, merci de consulter Aide:Wikification.
Si vous pensez que ces points ont été résolus, vous pouvez retirer ce bandeau et améliorer la mise en forme d'un autre article.
Pour les articles homonymes, voir Poirier (homonymie).
Paul-Hubert Poirier un historien québécois né à Saint-Siméon, en 1948 et mort le 15 mai 2024 à Chandler .
Il est reconnu spécialiste de l'histoire du christianisme ancien ainsi que sur les langues et littératures de l’Orient chrétien ancien, principalement syriaques, coptes et éthiopiennes.
Il est titulaire d'un baccalauréat (1971) et d’une maîtrise en théologie (1972) de l’Université Laval ainsi que d’un doctorat en histoire des religions (1980) de l’Université Louis Pasteur (Strasbourg I). Il est aussi diplômé multiple de l’École des langues et civilisations de l’Orient ancien, rattachée à l’Institut catholique de Paris.
En 1979, il commence à enseigner à la Faculté de théologie et des sciences religieuses de l’Université Laval, dont il sera le vice-doyen en 1987-1988 ainsi qu’en 2005-2006, et le responsable de la recherche de 2005 à 2007 et depuis 2012. En 1999, il crée l’Institut d'études anciennes de l'Université Laval. L’année suivante, il en devient le directeur; poste qu’il occupe jusqu’en 2005 et qu’il reprend en 2012.
Il est professeur titulaire à la Faculté de théologie et des sciences religieuses de l’Université Laval depuis 1979. Avec le philosophe Thomas De Koninck, il est rédacteur en chef de la revue Laval théologique et philosophique.

## Livres
Monographies :
- L’Hymne de la Perle des Actes de Thomas. Introduction, texte, traduction, commentaire (Collection «Homo religiosus», 8), Louvain-la-Neuve: Centre d’histoire des religions, 1981, 462 p.
- Les Sentences de Sextus (NH XII, 1); Fragments (NH XII, 3) (Collection «Bibliothèque copte de Nag Hammadi», section «Textes», Il), Québec: Presses de l’Université Laval, 1983, 108 p.
- La version copte de la Prédication et du Martyre de Thomas avec une Contribution codico- logique au Corpus copte des Acta Apostolorum Apocrypha, par Enzo LUCCHESI (Collection «Subsidia hagiographica», 67), Bruxelles: Société des Bollandistes, 1984, 124 p. et 9 planches.
- Le Candélabre du Sanctuaire de Grégoire Abou ‘l Farad dit Barhebraeus. Neuvième base: Du libre arbitre. Texte syriaque édité pour la première fois avec traduction française: Patrologia Orientalis, tome 43, fascicule 2, N° 194, Turnhout (Belgique): Brepols, 1985, 157 p.
- Le Tonnerre, intellect parfait (NH VI, 2), avec deux contributions de Wolf-Peter FUNK, (Collection «Bibliothèque copte de Nag Hammadi», section «Textes», 22), Québec/Louvain: Presses de l’Université Laval/Peeters, 1995, xx + 372 p.
- Sur les traces de Jésus. Parcours historique et biblique, par Pierre LÉTOURNEAU, Paul- Hubert POIRIER, Guylain PRINCE, coordination Guylain PRINCE, Montréal/Paris: Médiaspaul, 1998, 184 p.
- Zostrien (NH VIII; 1), par Catherine BARRY, Wolf-Peter FUNK, Paul-Hubert POIRIER, John D. TuRNER (Collection «Bibliothèque copte de Nag Hammadi», section «Textes», 24), Québec/Louvain: Presses de l’Université Laval/Peeters, 2000, xxiii + 709 p.
- Marsanès (NH X), par Wolf-Peter FUNK, Paul-Hubert POIRIER, John D. TuRNER (Collection «Bibliothèque copte de Nag Hammadi», section «Textes», 27), Québec/Louvain: Presses de l’Université Laval/Peeters, 2000, xvi + 500 p.
- Concordances des textes de Nag Hammadi. Les Codices XIb, Xli; XIII, par Wolf-Peter FUNK et Paul-Hubert POIRIER (Collection «Bibliothèque copte de Nag Hammadi», section «Concordances», 7), Québec/Louvain: Presses de l’Université Laval/Peeters, 2002, xxxiii + 360 p.
- Allogène (NH X), par Wolf-Peter FUNK, Paul-Hubert POIRIER, Madeleine SCOPELLO, John D. TURNER (Collection «Bibliothèque copte de Nag Hammadi», section «Textes», 30), Québec/Louvain: Presses de l’Université Laval/Peeters, 2004, xiv + 289 p.
- La Pensée Première à la triple forme (NH XIII, 1) (Collection «Bibliothèque copte de Nag Hammadi», section «Textes», 32), Québec/Louvain: Presses de l’Université Laval/Peeters, 2006.
- ROMAN, A., POIRIER, P.-H., CRÉGHEUR, É., DECLERCK, J., Titi Bostrensis Contra Manichaeos libri IV, (Corpus Christianorum, Series Graeca, 82), Turnhout, Brepols Publishers, 2013.

Livres édités :
- Coptica, Gnostica, Manichaica. Mélanges offerts à Wolf-Peter Funk, édités par Louis Pain-chaud et Paul-Hubert Poirier (Collection «Bibliothèque copte de Nag Hammadi», section «Études», 7), Québec/Louvain: Presses de l’Université Laval/Peeters, 2006, xxxiv + 1052 p.
- The Nag Hammadi Scriptures. The International Edition, edited by Marvin Meyer, San Francisco, HarperSanFrancisco, 2007, xiii + 844 p. [Paul-Hubert Poirier, membre du Advisory Board].
- Écrits gnostiques. La bibliothèque de Nag Hammadi. Édition publiée sous la direction de Jean-Pierre Mahé et de Paul-Hubert Poirier, index établis par Éric Crégheur, Paris, Gallimard (Bibliothèque de la Pléiade, 538), 2007, LXXXVII + 1830 p.
- PAINCHAUD, L., POIRIER, P.-H., éd., Colloque international «L’Évangile selon Thomas et les textes de Nag Hammadi», Québec, 29-31 mais 2004 (Bibliothèque copte de Nag Hamadi, section «Études», 8), Québec/Louvain-Paris, Les Presses de l'Université Laval/Éditions Peeters, 2007, X + 652 p.
- Narbonne, J.-M., Poirier, P.-H., dir., Gnose et philosophie. Études en hommage à Pierre Hadot (Collection «Zêtêsis», série «Textes et essais»), Paris/Québec, Librairie philosophique J. Vrin/Presses de l’Université Laval, 2009, 224 p.
- Mahé, J.-P., Poirier, P.-H., Scopello, M., éd., Les Textes de Nag Hammadi: histoire des religions et approches contemporaines. Actes du colloque international réuni à Paris, le 11 décembre 2008, à la fondation Simone et Cino del Duca, le 12 décembre 2008, au palais de l’Institut de France, Paris, Académie des Inscriptions et Belles-Lettres (Diffusion De Boccard), 2010, 284 pages.
- Évangiles canoniques et apocryphes, Paris, Gallimard, Collection de la Bibliothèque de la Pléiade, 1100 pages , octobre 2023. Préface générale, traductions et appareil critique. Edition de 26 textes fondamentaux.

## Distinctions
- 1988 - Bourse Izaac-Walton-Killam du Conseil des Arts du Canada
- 1990 - Prix André-Laurendeau
- 1990 - Membre de la Société royale du Canada
- 2001 - Médaille Pierre-Chauveau
- 2006 - Chevalier de l'Ordre national du Québec
- 2015 - Associé étranger de l’Académie des Inscriptions et Belles-Lettres